# بولشوی سالیم
بولشوی سالیم (به لاتین: Bolshoy Salym) یک رود در روسیه است که در ناحیه خودگردان خانتی-مانسی واقع شده‌است.